# GSAT-30
«GSAT-30» — телекоммуникационный спутник, разработанный «Индийской организацией космических исследований» (ISRO).

## Назначение
Основная полезная нагрузка спутника — 12 транспондеров в Ku-диапазоне покрывающие материковую часть Индии и острова и 12 транспондеров C-диапазона для расширенного охвата в Азии и Австралии. КА GSAT-30 заменит спутник INSAT-4A, выведенный из эксплуатации и переведённый на Орбиту захоронения осенью 2019 года.
Спутник будет предоставлять современные телекоммуникационные услуги индийскому субконтиненту. Он будет использоваться для сетей VSAT, телевизионных каналов связи, цифрового спутникового сбора новостей, услуг DTH и других систем связи. Это 41-й спутник связи, запущенный ISRO, и 24-й запуск спутника ISRO компанией Arianespace.

## Спутник
Спутник основан на платформе ISRO I-3K. Он был создан консорциумом предприятий во главе с Alpha Design Technologies Ltd. в ISRO Satellite Integration и Испытательном центре в Бангалоре. (англ.)

## Запуск
Спутник GSAT-30 совместно со спутником Eutelsat Konnect были запущены на борту ракеты-носителя Ariane 5 (VA251) c космодрома Куру (Французская Гвиана) в 21:05 UTC, 16 января 2020 года или в 02:35 по Индийскому стандартному времени, 17 января 2020 года. (англ.)
Спутник GSAT-30 вышел на Геостационарную орбиту 25 января 2020 года. (англ.)
В конце января 2020 года спутник GSAT-30 был введён в эксплуатацию. (англ.)